# Patrick Genet
 (février 2022).
Patrick Genet, né le 10 juin 1960 à Lausanne, est un musicien, violoniste et enseignant vaudois.

## Biographie
Patrick Genet commence l'étude du violon à l'âge de cinq ans et décide au début de l'adolescence d'en faire son métier. Il reçoit l'enseignement de professeurs renommés comme Thomas Füri, puis Ramy Shevelov et le Belge Arthur Grumiaux.
Patrick Genet est lauréat en 1976 du premier prix du concours des Jeunesses musicales suisses. Il remporte également le Prix de soliste de l'Association des musiciens suisses. Il joue en soliste sous la baguette de chefs prestigieux, tels Armin Jordan, Emmanuel Krivine, Uri Segal ou Thierry Fischer et a été premier violon solo de l'Orchestre de chambre de Lausanne de 1987 à 1990. 
Très attiré par la musique de chambre, c'est dans ce domaine que va se tourner le musicien. Il fonde le trio Musiviva avec le pianiste Philippe Dinkel et le violoncelliste Marc Jaermann, avec lequel il remporte le premier prix du concours de Colmar. Avec Marc Jaermann encore, ainsi qu'avec le violoniste Olivier Bertholet et l'altiste Nicolas Pache, il crée le Quatuor Sine Nomine, qui devient célèbre lorsqu'il remporte le premier prix en 1985 au concours d'Évian puis le prix de la presse au concours Borciani en 1987. Depuis, le quatuor accomplit une belle carrière internationale dont témoignent de nombreux enregistrements, comme les recueils Schubert chez le label Cascavelle, Brahms chez Claves et le quatuor Ainsi la nuit du compositeur français Henri Dutilleux pour Erato. Les musiciens du Quatuor continuent de se réunir quatre fois par semaine pour travailler de nouveaux programmes. Depuis quelques années, il forme également un duo avec la pianiste Virginie Falquet. Patrick Genet développe également une activité de pédagogue. Il enseigne en effet au Conservatoire de Fribourg de 1980 à 1995. Il devient ensuite professeur de musique de chambre au Conservatoire de Lausanne et, en 1995, il enseigne le violon à la Haute école de musique de Genève.
Vie privée, il est marié et père de 4 enfants

## Sources
- « Patrick Genet », sur la base de données des personnalités vaudoises sur la plateforme « Patrinum » de la Bibliothèque cantonale et universitaire de Lausanne.
- Herzberg, Nathaniel, "La vie d'exaltation et d'ascèse du Quatuor Sine Nomine", Le Monde, 2005/11/04, p. 24
- "Trajectoire [Le Quatuor Sine Nomine]", 24 Heures, 2012/12/10, p. 20
- "Duo violon et piano", L'Est Républicain, 2011/01/18, p. BES9
- Kuffer, "Jean-François Zbinden fêté", 24 Heures, 2007/11/05, p. 33
- "Michel Portal et le Quatuor Sine Nomine", Ouest France, 2008/08/13, p. 9
- Burnand, Alexandra
- "Sine Nomine offre une mini-Schubertiade à Lausanne", 24 Heures, 2012/12/10, p. 20.